# Shannonomyia congenita
Shannonomyia congenita là một loài ruồi trong họ Limoniidae. Chúng phân bố ở miền Tân bắc.